# Velké Žernoseky
Velké Žernoseky es una localidad del distrito de Litoměřice en la región de Ústí nad Labem, República Checa, con una población estimada a principio del año 2018 de 485 habitantes. 
Se encuentra ubicada al este de la región, cerca de la orilla de los ríos Elba y Ohře, y de las regiones de Liberec y Bohemia Central.